# Напад на Приједор
Напад на Приједор је била акција муслиманских паравојних формација са циљем окупације града. Акцијом припадника МУП-а и војника ВРС напад је одбијен и спречен је масакр над цивилним становништвом који је планиран. Тог дана муслиманске снаге су починиле ратне злочине над заробљеним војницима и полицајцима.

## Почетак напада
Дана 22. маја 1992, у 19 часова, муслиманске паравојне формације са подручја Хамбарина извршиле су оружани напад на припаднике Војске Републике Српске. Напад на челу са Азизом Алисковићем је изведен тако што су на цивилни аутомобил у којем су се возили припадници ВРС који су се враћали својим кућама, најпре зауставили на контролном пункту нелегалних снага, а потом отворили ватру на њих. То се десило на излазу из приједорског поља, на којем је отворена ватра и при том су смртно страдала два припадника ВРС а четворица су рањена.
У том нападу погинули су Радован Милојица и Раде Лукић док су Раде Милојица, Синиша Мијатовић теже рањени, а Недељко Антуновић и Миленко Лулић су лакше рањени.
Иако је кризни штаб у Приједору тражио од мјесне заједнице Хамбарине да се изруче кривци за напад, нико се није одазвао позиву.
Истог дана Кризни штаб Приједор, нешто прије 15 часова, путем Радио Приједора је саопштио јавности одлуку о предаји нелегално стеченог оружја до 27. маја у касарни Жарко Згоњанин у Приједору. Тако је кренула акција враћања нелегално стеченог оружја, у којој је прикупљено око 500 цијеви углавном оружја ТО. Међутим оружје су одбили предати мјештани Мјесне заједнице Козарац и још неколико околних муслиманских села.

## Напад на војну колону
Следећег дана, 24. маја 1992, у 14 часова, муслимански екстремисти и зелене беретке су из правца Козарца и Камичана напали војну колону на магистралном путу Приједор — Бања Лука, а војска је нападнута у мјесту Камичани и после узвраћеног напада се показало да зелене беретке имају велику количину наоружања и да су се дуго и темељито припремали за рат.

## Напад на касарну
У ноћи између недеље и понедељка, око 2 сата, извршен је напад на касарну Жарко Згоњанин и на припаднике ВРС. У исто вријеме кад је из насеља Горња Пухарска нападнута касарна трајао је и напад муслиманских формација у Козарцу и Кевљанима, што говори о организованом нападу и синхронизованом дјеловању зелених беретки. Сви напади су успјешно одбијени. Починиоци напада на касарну су похапшени а то су Сенад Грозданић, Џевад Грозданић, Саид Грозданић и Хамдија Балић са својом групом.
После успјешне акције одбијања напада муслиманских формација, следећег јутра је велики број муслиманских села почео да прикупља оружје и да га враћа у касарну Жарко Згоњанин, а у уторак је приликом чишћења оружја из Козарца ухваћено преко 100 припадника Зелених беретки који су потом разоружани. Кризни штаб је дошао до сазнања да су вође паравојних муслиманских снага Бећир Медуњанин, Мирза Мујађић и још неколико команданата Зелених беретки из Козарца наредили паљење збјега муслиманског народа у Козарцу, у предјелу Котловаче на планини Козара, како би оптужиле ВРС за напад на цивилно становништво; ВРС је успјешно угасила пожар на Котловачи.

## Главни напад и покушај заузимања града Приједора
Дан је започео нападом на санитетска кола код подвожњака гдје је возач санитета, Горан Драгојевић, израњаван из разног пјешадијског оружја са 32 метка, а после узвраћеног ударца муслимански екстремисти су се разбјежали и дан је протекао мирно, до у зору 30. маја 1992, када је отпочео план заузимања града.
Велика група Зелених беретки пребацује се преко ријеке Сане у град и дијели се на два дијела. Први дио је остао да контролише комуникацију, а друга група је кренула у заузимање радио станице Козарски вијесник, како би дезинформацијама довели народ и војску у панику; падом радио станице вероватно би пале и двије највеће зграде у Приједору, које би послужиле као одличан снајперски положај. Напад је заустављен у Партизанској улици, гдје је 43. моторизована бригада ВРС из Приједора потпуно уништила муслиманске екстремисте и спречила покушај освајања радио станице.
У борби је смртно рањен мајор Зоран Карлица.
Трећа група екстремиста кренула је у освајање зграде општине и станице јавних безбједности; падом ових зграда практично би пао град Приједор. Муслимански екстремисти су ископали ров на свега 50 метара од зграде општине и главне полицијске станице, одакле су снажно тукли митраљезом и пјешадијским оружјем. Око 8 часова, после ликвидације митраљеског гнијезда зелених беретки, ВРС је кренула у напад у коме су муслимански екстремисти разбијени. Игора Кнежевића, дечака од 17 и по година су муслимански паравојници заробили у месту Заједнице где су га након мучења масакрирали. У Средњој мешовитој школи заробљена су петорица Срба који су, иако рањени, страховито мучени и пребијани. Маријан Јешић, који је тог дана заробљен док је превозио храну, испричао је како су муслимански паравојници одбили да му пруже прву помоћ будући да је био рањен. Штавише, затворили су га у овај заточенички објекат и мучили након чега су у њега испалили три метка. Само пуком срећом успео је да преживи овај злочин.
Нападачи су пуцали по стамбеним зградама и цивилним објектима.
Четврта група нападача кренула је из Старог града према Пухарској гдје је требало да се споје са екстремистима из Пухарске и Церјека, али су заустављени још прије него што су успјели пријећи у Пухарску.
Борци Војске Републике Српске су, полако али сигурно, сламали отпоре разбијених муслиманских екстремиста по улицама.
Истраживачко документацијски центар (ИДЦ) наводи да је у раздобљу од 1991. до 1995. у непосредним војним акцијама убијено или нестало 5.209 грађана Приједора, од тога 4.093 Бошњака, 933 Срба, те 182 Хрвата. Према подацима српских удружења, 122 страдалих Срба су били цивили и жртве ратног злочина.